# Kantons van Mayenne

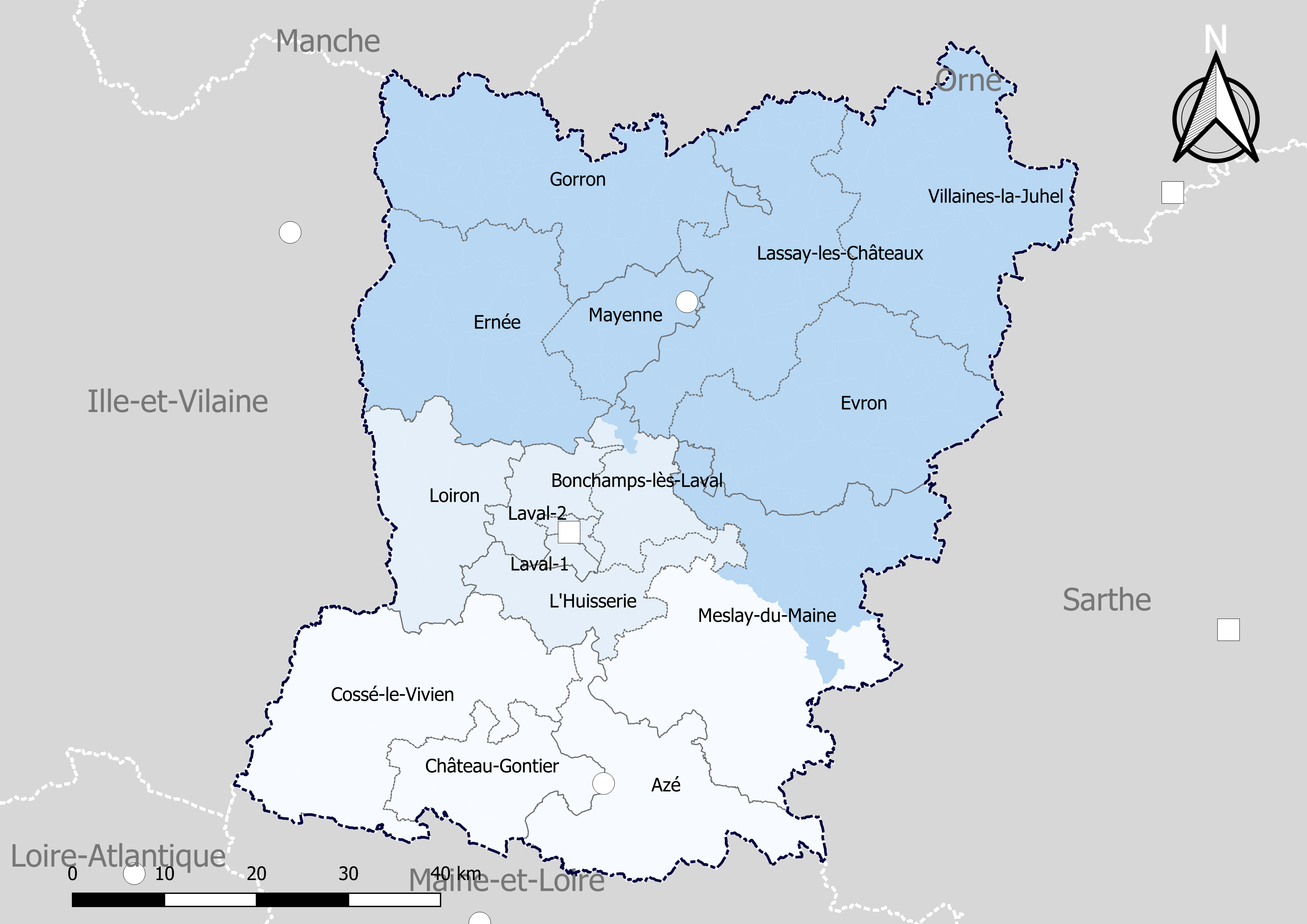
Kantons van het departement Mayenne, met de arrondissementen in blauwtinten - Toestand 1 januari 2019

Het Franse departement Mayenne (53) omvat, sinds de hervorming van de kantons die bij wet doorgevoerd werd in 2013 en voor het eerst toegepast bij de departementsverkiezingen van maart 2015, nog 17 in plaats van 32 kantons. In een aantal gevallen werden afgeschafte kantons in hun geheel toegevoegd aan reeds bestaande kantons, in andere gevallen werden de gemeenten van afgeschafte kantons verdeeld over verschillende bestaande kantons of werden geheel nieuwe kantons gevormd.
Het beoogde doel van de hervorming was kantons te vormen die naar inwoneraantal vergelijkbaar groot zijn (maximaal 20% afwijking van het gemiddelde voor het departement) zodat de vertegenwoordiging van elk kanton in de departementsraad (twee als koppel verkozen raadsleden per kanton) voortaan ook ongeveer een gelijk aantal inwoners zou vertegenwoordigen.
Het gemiddelde inwoneraantal voor een kanton in het departement bedraagt na de hervorming ongeveer 18.100 (pop. municipale 2013). De grootste afwijkingen hiervan zijn er voor Kanton Cossé-le-Vivien (+19%) en Kanton Laval-3 (-20%).

## Kantons van het departement Mayenne na de hervorming van 2013
Bij de hervorming van de kantons werd geen rekening gehouden met de bestaande arrondissementsgrenzen, als gevolg hiervan liggen kantons niet langer steeds binnen eenzelfde arrondissement.
| Kanton | Kanton                               | Inwoners 2013* | Aantal gemeenten |
| ------ | ------------------------------------ | -------------- | ---------------- |
| 1      | Kanton Château-Gontier-sur-Mayenne-1 | 16.122         | 13               |
| 2      | Kanton Bonchamp-lès-Laval            | 14.954         | 7                |
| 3      | Kanton Château-Gontier-sur-Mayenne-2 | 20.787         | 13               |
| 4      | Kanton Cossé-le-Vivien               | 21.522         | 29               |
| 5      | Kanton Ernée                         | 20.916         | 15               |
| 6      | Kanton Évron                         | 21.155         | 18               |
| 7      | Kanton Gorron                        | 19.489         | 27               |
| 8      | Kanton L'Huisserie                   | 15.278         | 9                |
| 9      | Kanton Lassay-les-Châteaux           | 17.901         | 24               |
| 10     | Kanton Laval-1                       | 19.455         | 1                |
| 11     | Kanton Laval-2                       | 16.507         | 1                |
| 12     | Kanton Laval-3                       | 14.517         | 1                |
| 13     | Kanton Loiron                        | 16.683         | 15               |
| 14     | Kanton Mayenne                       | 18.960         | 8                |
| 15     | Kanton Meslay-du-Maine               | 21.075         | 38               |
| 16     | Kanton Saint-Berthevin               | 15.513         | 4                |
| 17     | Kanton Villaines-la-Juhel            | 16.666         | 27               |

Bron: INSEE - *Inwoners 2013 = Population municipale

## Kantons van het departement Mayenne voor de hervorming van 2013
| Arrondissement | Arrondissement  | Kanton | Kanton                |
| -------------- | --------------- | ------ | --------------------- |
| 3              | Mayenne         | 1      | Ambrières-les-Vallées |
| 2              | Laval           | 2      | Argentré              |
| 3              | Mayenne         | 3      | Bais                  |
| 1              | Château-Gontier | 4      | Bierné                |
| 2              | Laval           | 5      | Chailland             |
| 1              | Château-Gontier | 6      | Château-Gontier-Ouest |
| 1              | Château-Gontier | 7      | Cossé-le-Vivien       |
| 3              | Mayenne         | 8      | Couptrain             |
| 1              | Château-Gontier | 9      | Craon                 |
| 3              | Mayenne         | 10     | Ernée                 |
| 2              | Laval           | 11     | Évron                 |
| 3              | Mayenne         | 12     | Gorron                |
| 1              | Château-Gontier | 13     | Grez-en-Bouère        |
| 3              | Mayenne         | 14     | Le Horps              |
| 3              | Mayenne         | 15     | Landivy               |
| 3              | Mayenne         | 16     | Lassay-les-Châteaux   |
| 2              | Laval           | 17     | Laval-Nord-Est        |
| 2              | Laval           | 18     | Laval-Nord-Ouest      |
| 2              | Laval           | 19     | Loiron                |
| 3              | Mayenne         | 20     | Mayenne-Est           |
| 3              | Mayenne         | 21     | Mayenne-Ouest         |
| 2              | Laval           | 22     | Meslay-du-Maine       |
| 2              | Laval           | 23     | Montsûrs              |
| 3              | Mayenne         | 24     | Pré-en-Pail           |
| 1              | Château-Gontier | 25     | Saint-Aignan-sur-Roë  |
| 2              | Laval           | 26     | Sainte-Suzanne        |
| 3              | Mayenne         | 27     | Villaines-la-Juhel    |
| 2              | Laval           | 28     | Laval-Est             |
| 2              | Laval           | 29     | Laval-Sud-Ouest       |
| 2              | Laval           | 30     | Laval-Saint-Nicolas   |
| 1              | Château-Gontier | 31     | Château-Gontier-Est   |
| 2              | Laval           | 32     | Saint-Berthevin       |